# Diana Wynne Jonesová
Diana Wynne Jonesová (16. srpna 1934 Londýn – 26. března 2011 Bristol) byla anglická spisovatelka v žánru fantasy a literatury pro děti a mládež.

## Život
Studovala angličtinu na St Anne's College v Oxfordu. Zde mj. navštěvovala přednášky klasiků fantasy C. S. Lewise a J. R. R. Tolkiena, které ji velmi ovlivnily. Absolvovala roku 1956. Roku 2007 obdržela World Fantasy Award za celoživotní přínos žánru fantasy. V roce 2009 byla Jonesové diagnostikovaná rakovina plic. V červnu 2010 oznámila, že ač nevyléčena, ukončuje chemoterapii, aby ještě na chvíli znovu získala rozum, chuť a čich. V roce 2011 rakovině podlehla.
K jejím nejznámějším dílům patří osmidílná série Chrestomanci (nejslavnějším je první díl Charmed Life z roku 1977), čtyřdílná série Dalemark a třídílná série Howl, z níž nejznámější první díl Howl's Moving Castle byl v roce 2007 zfilmován (v ČR film uváděn pod názvem Zámek v oblacích, kniha však vyšla pod názvem Howlův putující zámek). Animovaný snímek Hajao Mijazakiho byl nominován na Oscara. Knihy Dark Lord of Derkholm a The Tough Guide To Fantasyland jsou fantasy parodie. Její knihy jsou často označovány za vzor pro sérii o Harrym Potterovi. Potterovský fenomén také vedl ke znovuobjevení Jonesové. Její dílo je rovněž srovnáváno s pracemi Robina McKinleyho a Neila Gaimana, což byli oba její blízcí přátelé.